# Dmitri Guerman
Dmitri Aleksándrovich Guerman ( 1972, Moscú) es un botánico, profesor, y traductor ruso.
Obtuvo en 2002 su doctorado, por la Universidad Estatal de Altái.
Desarrolla actividades académicas en el Grupo de Biodiversidad y Sistemática Vegetal, del Centro de Estudios de Organismos, de la Universidad de Heidelberg con el objetivo de desarrollar un sistema de información y recursos con referencias cruzadas en Brassicaceae (Cruciferae) en: taxonomía, sistemática, evolución, número de cromosomas, enumeración precisa de todas las especies, rasgos y caracteres, y recursos de germoplasma.

## Algunas publicaciones
- m.a. Koch, d.a. German. 2013. Taxonomy and systematics are key to biological information: Arabidopsis, Eutrema (Thellungiella), Noccaea and Schrenkiella (Brassicaceae) as examples. Plant Sci 31 (4): 267

- -----------, m. Kiefer, d.a. German, i.a. Al-Shehbaz, a. Franzke, k. Mummenhoff, r. Schmickl. 2012. BrassiBase: Tools and biological resources to study characters and traits in the Brassicaceae – version 1.1. Taxon 61 (5): 1001–1009

- -----------, r. Karl, d.a. German, i.a. Al-Shehbaz. 2012. Systematics, taxonomy and biogeography of three new Asian genera from the Brassicaceae, tribe Arabideae: an ancient distribution circle around the Asian high mountains. Taxon 61 (5): 955–969

- h. Hurka, n. Friesen, d.a. German, a. Franzke, b. Neuffer. 2012. “Missing link” species Capsella orientalis and Capsella thracica elucidate evolution of model plant genus Capsella (Brassicaceae). Molecular Ecology 21 (5): 1223–1238

- i.a. Al-Shehbaz, d.a. German, r. Karl R, i. Jordon-Thaden, m.a. Koch. 2011. Nomenclatural adjustments in the tribe Arabideae (Brassicaceae). Plant Diversity and Evolution 129 (1): 71–76
- La abreviatura «D.A.German» se emplea para indicar a Dmitri Guerman como autoridad en la descripción y clasificación científica de los vegetales.[2]